# Лукреций
Тит Лукре́ций Кар (лат. Titus Lucretius Carus, часто просто — Лукреций; родился, предположительно, около 99 года до н. э., Помпеи (ныне территория включена в метрополитенский город Неаполь в области Кампания, Италия), Римская республика — умер в средине 50-х гг. до н. э., Рим, там же) — римский поэт и философ. Считается одним из ярчайших приверженцев атомистического материализма, последователем учения Эпикура.

## Биография
В современной историографии предположительным годом рождения Тита Лукреция считается 99 до н. э., а датой смерти — середина 50-х годов до н. э. К тому же, по мнению британского литературоведа Д. Р. Шэклтона-Бейли, Тит не принадлежал к Лукрециям-нобилям.
На заре зарождения римской философской терминологии Лукреций в своём основном труде, посвящённом претору 58 года до н. э. Гаю Меммию, — философской поэме «О природе вещей» (лат. De rerum natura) — облёк своё учение в стройную поэтическую форму. Следуя теории эпикуреизма, Лукреций Кар постулировал свободу воли человека, отсутствие влияния богов на жизнь людей (не отвергая, однако, само существование богов). Он считал, что целью жизни человека должна быть атараксия, аргументированно отвергал боязнь смерти, саму смерть и потустороннюю жизнь: по его мнению, материя вечна и бесконечна, а после смерти человека его тело обретает иные формы существования.
Для философов-материалистов более позднего времени именно Тит Лукреций Кар является главным пропагандистом и доксографом учения Эпикура. Его философия дала мощнейший толчок развитию материализма в античности и в XVII—XVIII веках. Среди ярких последователей Эпикура и Лукреция — Пьер Гассенди. В 1563 году французский филолог Ламбен издал первое комментированное издание поэмы Лукреция. В 1884 году философ Анри Бергсон перевёл и издал фрагменты поэмы в качестве пособия по курсу риторики и философии.

## Тексты и переводы

De rerum natura, 1570

- Латинские тексты
- В серии «Loeb Classical Library» поэма издана под № 181.
- В серии «Collection Budé» поэма издана в 2 книгах.

Русские переводы:
- О природе вещей. / Пер. А. Клеванова. — М., 1876. XXII, 191 с.
- О природе вещей. / Пер. размером подлинника И. Рачинского. — М.: Скорпион, 1904. XVI, 231 с.
  - (переиздания 1913 и 1933 годов)
- О природе вещей. / Пер. Ф. А. Петровского, вступ. ст. В. Ф. Асмуса. — М.-Л.: Academia, 1936. — 285 с. (неоднократно переиздавался)
  - Тит Лукреций Кар. О природе вещей. / Пер. Ф. А. Петровского, вступ. ст. Т. В. Васильевой. [С приложением фрагментов сочинения Гераклита, поэм Парменида и Эмпедокла, писем Эпикура]. (Серия «Библиотека античной литературы. Рим»). — М.: Художественная литература, 1983. — 384 с.

## Образ в литературе
- «Спартак», Рафаэлло Джованьоли, исторический роман, 1874 год